# FC St. Michael
Der ASKÖ Fußballclub St. Michael, kurz FC St. Michael, ist ein Fußballverein aus der Kärntner Bezirkshauptstadt Wolfsberg, aus dem Stadtteil Sankt Michael im Lavanttal. Der Verein gehört dem Kärntner Fußballverband (KFV) an und spielt seit der Saison 2016/17 in der Unterliga Ost, der fünfthöchsten Spielklasse.

## Geschichte
Der FC St. Michael wurde 1970 gegründet. In den ersten 22 Jahren nach der Gründung spielten die Wolfsberger immer in den untersten beiden Spielklasse, 1992 gelang erstmals der Aufstieg in die Unterliga. Schon nach drei Spielzeiten in der Unterliga konnte der Verein 1995 erstmals in die Kärntner Liga aufsteigen. In der Saison 1997/98 nahm St. Michael erstmals an der Hauptrunde des ÖFB-Cups teil, nachdem man in der Vorrunde den ATV Irdning aus der Steiermark besiegt hatte. In der ersten Runde traf man auf den oberösterreichischen Landesligisten ASKÖ Donau Linz, dem man in der Verlängerung unterlag.
In der Kärntner Liga hielt sich der Verein 15 Jahre lang, ehe man sich am Ende der Saison 2009/10 freiwillig aus der höchsten Kärntner Spielklasse zurückzog. Nach vier Spielzeiten in der Unterliga Ost wurde St. Michael in der Saison 2013/14 hinter dem SK Kühnsdorf Vizemeister und qualifizierte sich somit für die Relegation um den Aufstieg. In der Relegation traf man auf die TSU Matrei. Auswärts in Osttirol gewannen die Wolfsberger mit 2:1, wodurch zuhause ein 1:1-Remis für den Aufstieg in die Landesliga reichte. In der ersten Spielzeit nach dem Wiederaufstieg gelang dem Klub als Neunter klar der Klassenerhalt, in der Saison 2015/16 wurden die Lavanttaler allerdings mit nur 16 Punkten abgeschlagener Letzter. Somit stieg man nach zwei Spielzeiten wieder in die Unterliga ab, in der man seither spielt.